# دلگرتسوگت
دلگرتسوگت (به لاتین: Delgertsogt) یک منطقهٔ مسکونی در مغولستان است که در استان دوندگاوی واقع شده‌است. دلگرتسوگت ۲٬۴۹۲ کیلومتر مربع مساحت دارد.